# Rolls-Royce Phantom II
Se også Rolls-Royce Phantom for andre modeller med samme navn
Rolls-Royce Phantom II er en bilmodel fra britiske Rolls-Royce som blev lanceret i 1929. Modellen erstattede Phantom I.